# 熊延鐵道
熊延鐵道（日语：／）是一條曾經連接熊本縣熊本市南熊本站至同縣下益城郡砥用町（現時：美里町）砥用站之間的鐵路線和其營運公司的名稱。在1964年（昭和39年）廢除。
熊延鐵道的公司名稱取自熊本和延岡（宮崎縣），該公司當初計劃建設連接兩地的鐵路線，但是在廢除一刻還未實現。公司現在已名為熊本巴士，專營巴士業務。
在同一地區中，日本國有鐵道（國鐵）曾經計劃建設連接宇土，經濱町（現時：上益城郡山都町）至高千穗之路線，但是該路線從未動工。在上述路線聯同當時已開通的國鐵高千穗線，合共統稱為延宇線。在鐵路線未動工時，宇土至佐俁至砥用之間曾經設有一條名為佐俁線的巴士路線。
在熊延鐵道線上使用的柴油列車後來轉讓給江若鐵道和玉野市營電氣鐵道。柴油機車則轉讓給江若鐵道。

## 路線數據
- 路線距離（營業距離）：28.6公里
- 軌距：1,067毫米
- 車站數目：17座（截至廢除一刻，包括起終點站）
- 雙線區間：沒有（全線單線）
- 電氣化區間：沒有（全線非電氣化（日语：非電化））
- 閉塞方式：
  - 列車交會車站：8座（鯰、上島、御船、下早川、淺井、甲佐、砥用）

## 運行形態
截至1961年（昭和36年）9月
- 班次數目：南熊本至砥用之間直通列車共有12個往返班次（包含2個往返班次直通至國鐵豐肥本線的水前寺站）、南熊本至甲佐之間區間列車共有3個往返班次

所需時間：全線行走需時1小時10分至20分

## 歷史
- 1912年（明治45年）1月10日 批出鐵道許可狀予熊本輕便鐵道[注 2]（春日至瀧川之間 軌距762毫米）[2]
- 1912年（大正元年）11月10日  御船鐵道株式會社成立（董事大淵龍太郎（日语：大淵龍太郎））[3][4]
- 1913年（大正2年）5月31日 批出鐵道許可狀（上益城郡瀧川村至同郡濱町之間）[5]
- 1915年（大正4年）
  - 4月6日 春竹（現時：南熊本）至鯰之間開業[6]
  - 11月7日 鯰至小坂村之間開業[7]
- 1916年（大正5年）3月1日 小坂村至御船之間開業[8]
- 1923年（大正12年）
  - 4月28日 御船至甲佐之間開業[9]
  - 5月1日 早川站改名為下早川站[10]。
- 1924年（大正13年）2月2日 批出鐵道許可狀（上益城郡甲佐町至同郡宮內村之間）[11]
- 1925年（大正14年）3月11日 鐵道許可失效（上益城郡甲佐町至同郡宮內村之間 原因：在指定期限內未完成施工）[12]
- 1927年（昭和2年）
  - 1月27日 御船鐵道改名為熊延鐵道。
  - 12月28日 鐵道許可被取消（原町至濱町之間 原因：在指定期限內未完成施工）[13]
- 1928年（昭和3年）7月15日 開始使用燃氣作為列車能源[4]
- 1932年（昭和7年）12月25日 甲佐至砥用之間開業[14]
- 1940年（昭和15年）5月1日 由於國鐵的春竹站改名為南熊本站，熊延鐵道跟隨國鐵也把春竹站改名為南熊本站[10]
- 1956年（昭和31年）12月10日 南甲佐站啟用[10]。
- 1960年（昭和35年）
  - 5月1日 開始設有列車班次駛入國鐵豐肥本線的水前寺站。
  - 7月1日 良町站啟用[10]。
- 1964年（昭和39年）3月31日[15]南熊本至砥用之間廢除。但是在當日開設了1個往返班次的廢除紀念列車（車費：免費）。

## 車站列表
所有車站都在熊本縣內。車站名稱、接續路線的公司名稱和所在地之資料都是截至路線廢除前一刻。
| 中文站名 | 日文站名 | 英文站名        | 站間營業距離 | 累計營業距離 | 接續路線、備註                                             | 所在地   | 所在地 |
| -------- | -------- | --------------- | ------------ | ------------ | ---------------------------------------------------------- | -------- | ------ |
| 南熊本   |          | Minami-Kumamoto | -            | 0.0          | 日本國有鐵道：豐肥本線 熊本市電：春竹線 ⇒ 南熊本站前電車站 | 熊本市   | 熊本市 |
| 田迎     |          | Tamukae         | 2.5          | 2.5          |                                                            | 熊本市   | 熊本市 |
| 良町     |          | Yayamachi       | 0.8          | 3.3          |                                                            | 熊本市   | 熊本市 |
| 中之瀨   |          | Nakanose        | 1.4          | 4.7          |                                                            | 熊本市   | 熊本市 |
| 鯰       |          | Namazu          | 1.6          | 6.3          |                                                            | 上益城郡 | 嘉島村 |
| 上島     |          | Ueshima         | 1.3          | 7.6          |                                                            | 上益城郡 | 嘉島村 |
| 六嘉     |          | Rokka           | 1.6          | 9.2          |                                                            | 上益城郡 | 嘉島村 |
| 小坂村   |          | Osakamura       | 1.8          | 11.0         |                                                            | 上益城郡 | 御船町 |
| 御船     |          | Mifune          | 1.6          | 12.6         |                                                            | 上益城郡 | 御船町 |
| 邊田見   |          | Hetami          | 0.8          | 13.4         |                                                            | 上益城郡 | 御船町 |
| 下早川   |          | Shimosōgawa     | 2.3          | 15.7         |                                                            | 上益城郡 | 甲佐町 |
| 淺井     |          | Asai            | 2.3          | 18.0         |                                                            | 上益城郡 | 甲佐町 |
| 甲佐     |          | Kōsa            | 2.4          | 20.4         | 內大臣森林鐵道                                             | 上益城郡 | 甲佐町 |
| 南甲佐   |          | Minami-Kōsa     | 1.1          | 21.5         |                                                            | 上益城郡 | 甲佐町 |
| 佐俁     |          | Samata          | 3.4          | 24.9         |                                                            | 下益城郡 | 中央村 |
| 釋迦院   |          | Syakain         | 1.7          | 26.6         |                                                            | 下益城郡 | 砥用町 |
| 砥用     |          | Tomochi         | 2.0          | 28.6         |                                                            | 下益城郡 | 砥用町 |

在上述路線全線廢除前，以下車站已經率先廢除。
- 熊本鐵工所前站[16]（南熊本至田迎之間） - 啟用日不詳，1945年後廢除
車站位於飽託郡田迎村（日语：田迎村）大字出仲間（現時：熊本市南區出仲間），座落在熊本鐵工所田迎航空機製作所工場前。車站設有1面1線月台[16]。在車站廢除後的1947年（昭和22年），車站遺址和工場遺址設置了「飽託郡御幸村·田迎村組合立（現時：熊本市立）託麻中學（日语：熊本市立託麻中学校）」[16]。

## 車輛
在開業時，熊延鐵道擁有2架蒸氣機車、4架客車和10架貨車。所有車輛都是由大日本軌道鐵工部製造，而大淵龍太郎是該部門的主管。

### 蒸氣機車
1, 2（第一代）
為了準備開業，機車在1913年由大日本軌道鐵工部製造，為一架15噸級水櫃式機車，機車軸式為0-6-0。1在1941年轉讓給宇佐參宮鐵道，2在1936年退役。
3, 4
為了配合延伸至甲佐時增購兩架機車。機車在1923年由雨宮製作所製造，為一架18噸級水櫃式機車，機車軸式為0-6-0。3在1941年轉讓給名古屋鐵道，4在1950年退役。
5
為了配合延伸至砥用時增購一架機車。機車在1932年由日本車輛製造製造，為一架25噸級水櫃式機車。在1964年廢線前仍然服役。同時該機車牽引廢除紀念列車。淨重25公噸，機車搭配沃爾夏茨閥門傳動裝置，機車軸式為0-6-0，驅動輪直徑800毫米。
6
在1936年從大同電力大井水壩建設線接收機車。機車在1921年由日本車輛製造製造，為一架25噸級水櫃式機車，機車軸式為0-6-0。舊編號是1。在1952年退役。該機車與國鐵1225形同型號。
7
在1941年3月從飯山鐵道接收機車。機車在1922年由日本車輛製造製造，為一架27噸級水櫃式機車，機車軸式為0-6-0。舊編號是3。在1953年退役。該機車與國鐵1225形同型號。
2（第2代）
在1942年1月從小倉鐵道接收機車。機車在1915年由亨舍爾製造，為一架25噸級水櫃式機車，機車軸式為0-6-0。舊編號是4。在1950年退役。
1（第2代）
機車在1944年由日本車輛製造製造，為一架28噸級水櫃式機車。在1959年退役。該機車與國鐵1760形同型號。淨重28公噸，機車搭配沃爾夏茨閥門傳動裝置，機車軸式為0-6-0，驅動輪直徑800毫米。
8
在太平洋戰爭中從三角町的海軍設施部接收機車。機車在1919年由日本車輛製造製造，為一架13噸級水櫃式機車，機車軸式為0-4-0。相信在1949年左右退役。
10, 11,12
在1949至1950年之間從國鐵接收機車。為一架43噸級水櫃式機車，機車軸式為2-6-2。舊編號是3410（第2代）、3405、3415（3400形）。這些機車在1896年和1898年由美國匹茲堡製造。淨重44.39公噸，機車搭配史蒂芬森氣門裝置，機車軸式為2-6-2，驅動輪直徑1,370毫米。在接收後，沒有更換國鐵時代的機車編號牌。

### 車輛數目變遷
| 年度      | 機車 | 汽油列車 | 客車 | 貨車 | 貨車 |
| 年度      | 機車 | 汽油列車 | 客車 | 棚車 | 敞車 |
| --------- | ---- | -------- | ---- | ---- | ---- |
| 1915-1918 | 2    |          | 4    | 5    | 5    |
| 1919-1921 | 2    |          | 6    | 5    | 5    |
| 1922      | 2    |          | 8    | 5    | 8    |
| 1923-1924 | 4    |          | 8    | 5    | 8    |
| 1925      | 4    |          | 8    | 5    | 11   |
| 1926      | 4    |          | 10   | 5    | 11   |
| 1927      | 4    |          | 10   | 5    | 13   |
| 1928-1930 | 4    | 2        | 10   | 5    | 13   |
| 1931      | 4    | 3        | 10   | 5    | 13   |
| 1932      | 5    | 4        | 10   | 5    | 13   |
| 1933-1934 | 5    | 4        | 9    | 5    | 13   |
| 1935-1937 | 5    | 4        | 12   | 5    | 15   |

- 以上數據參考自各年度版《鐵道院年報》、《鐵道院鉄道統計資料》、《鐵道省鉄道統計資料》、《鐵道統計資料》、《鐵道統計》

## 八角隧道

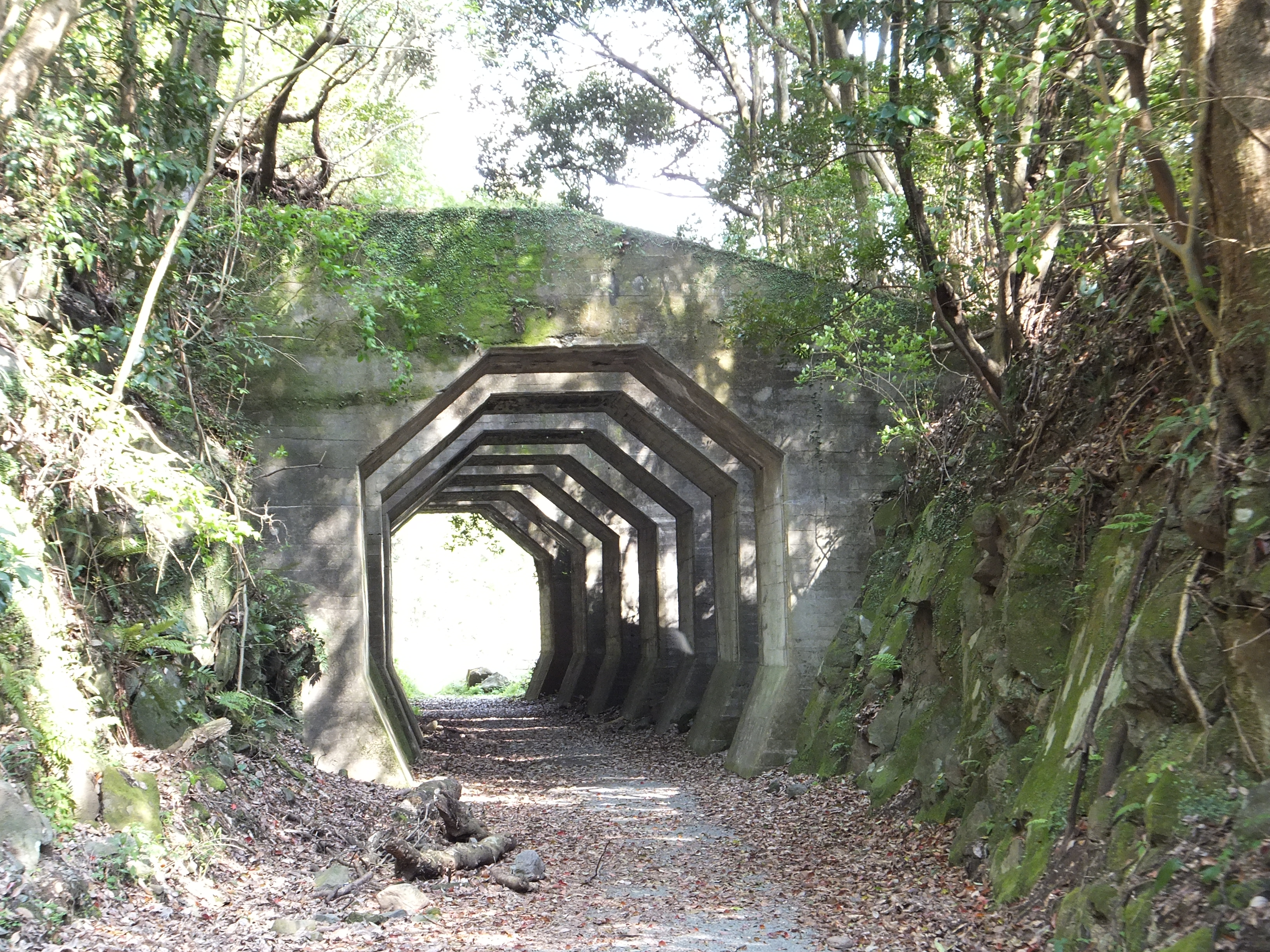
南甲佐站至佐俁站之間的鐵路遺跡（從南甲佐一方拍攝）（2019年4月13日）

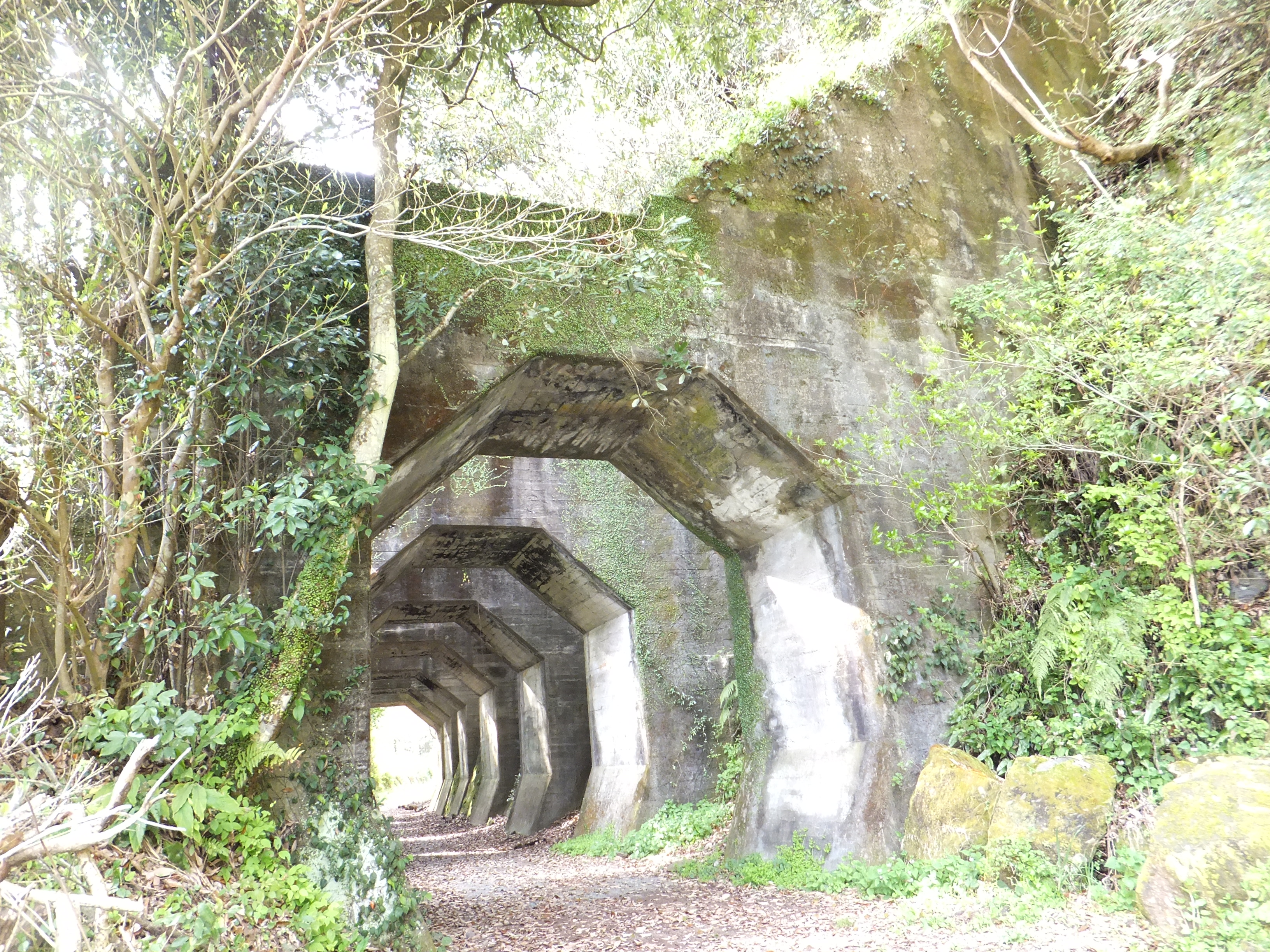
南甲佐站至佐俁站之間的鐵路遺跡（從佐俁一方拍攝）（2019年4月13日）

八角隧道是位於熊本縣下益城郡美里町小筵的熊延鐵道遺跡通稱。該處是鐵路線南甲佐站遺址與佐俁站遺址之間（32°37′27″N 130°49′02″E / 32.624302°N 130.817137°E）。該隧道的橫切面是八角形，不是通常看見的馬蹄形，因此而名為八角隧道。該隧道也會被稱為六角隧道。雖然被稱為「隧道」，但實際上不是隧道，而是在路塹路段中的一些護土牆構造物（飛扶壁）。該處的路軌遺址變成了行人路，因此到訪「八角隧道」附近只可以步行的方式到達。

## 注腳